# Кеја (Брашов)
Кеја (рум. Cheia) насеље је у Румунији у округу Брашов у општини Мојечу. Oпштина се налази на надморској висини од 835 m.

## Становништво
Према подацима из 2002. године у насељу је живело 482 становника, од којих су сви румунске националности.